# 上海大風暴
《上海大風暴》（英語：The Shanghai Conspiracy）是香港電視廣播有限公司1989年播出的電視劇集，全劇共有20集。

## 故事大綱
歐陽日出生於黑幫，但厭倦終日打打殺殺的生活，反而沉迷於調查案子。日父申欲日接位掌管黑幫，只好派手下楊岳山演戲假裝日誤殺其妻子李倩如，但未果父子兩人關係更加冷淡。不久，申遭人暗殺去世，日覺得後悔，終決定接管幫派並暗中調察。在岳山及其弟向南協助下，與已退出黑幫多年的余標的孫女余婷婷及其好友佩佩，發現兇手並不是最有可疑的關天培，而是另一幫派董一峰的手下馬群。最令日難以置信的是峰是自己的哥哥，且峰一直被養弟不滿其在幫派建立的一切，遂揭發其真正身份。峰只好投身於一日本人主力管理的系統，成為日本人的傀儡並到處散播細菌病毒。為了逐步達成目標峰委派馬群綁架婷，更找來與婷極為相似的日本間諜橫田秋子埋伏於日身邊打探消息，峰後來發現不妥且深知自己牽涉一大陷阱中......